# Riet-borstelspinnendoder
De riet-borstelspinnendoder (Anoplius caviventris) is een vliesvleugelig insect uit de familie van de spinnendoders (Pompilidae). De wetenschappelijke naam van de soort is voor het eerst geldig gepubliceerd in 1907 door Aurivillius.